# Neurostrota brunnea
Neurostrota brunnea là một loài bướm đêm thuộc họ Gracillariidae. Nó được tìm thấy ở quần đảo Galápagos.
Ấu trùng có thể ăn a Coffea species. Chúng có thể ăn lá nơi chúng làm tổ.